# 田口洋美
田口 洋美（たぐち ひろみ、男性、1957年6月26日 - ）は、日本の民俗学者・人類学者・地理学者・環境学者・狩猟文化研究者。「狩猟文化研究所」代表。「ブナ林と狩人の会：マタギサミット」主宰幹事。東北芸術工科大学芸術学部歴史遺産学科・大学院芸術工学研究科教授。

## 来歴
茨城県那珂郡東海村に生まれる。
1979年に横浜放送映画専門学院映画科（現：日本映画学校、日本映画大学）を卒業後、1980年から（株）グループ現代、（株）東映教育映画社などの映画製作にスタッフとして参加した。1981年から「民族文化映像研究所」のスタッフとなり、姫田忠義に師事しながら、鹿児島県薩南諸島の伝統芸能や習俗の民俗記録映画製作に参加した。
その後、新潟県の山村を舞台とした長編記録映画『越後奥三面ー山に生かされた日々ー』の助監督として現地に長期滞在して、三面（みおもて）集落の記録撮影のため集落に暮らす人々の生活活動に同行しながら、聞き取りや行動記録を採る（後に著書『越後三面山人記 ーマタギの自然観に習うー』を刊行）。1985年に三面集落の閉村をきっかけに近畿日本ツーリストの「日本観光文化研究所」主任研究員となり、東日本各地のマタギ集落を訪問し、狩猟文化の研究をおこなう。研究所では森本孝の指導を受け、「国立民族学博物館のための全国和船収集」および「国立歴史民俗博物館のための船と漁具の収集」を担当した。全国の離島および漁村を歩く。
1989年に「日本観光文化研究所」が活動を停止した後はフリーとなる。民俗学者宮本常一と京都大学霊長類研究所の今西錦司が復活に深く関わった「周防猿まわしの会」（現在：（株）むらさき）の研究員となる。
1990年に「ブナ林と狩人の会：マタギサミット」(MATAGI- SUMMIT : Japan Traditional Hunters Conference) の発起人となる。新潟県の三面集落、長野県秋山郷、秋田県阿仁町大阿仁地区のマタギたち（伝統的狩猟者）に呼びかけ、第1回マタギサミットを三面集落の移転地で開催した。現在も主宰幹事を務める。
1996年に「狩猟文化研究所」(Research Center for Hunting and Gathering Culture) を設立した。
このあと大学での学習・研究を始め、2000年に明治大学文学部史学地理学科地理学専攻を卒業し、続いて東京大学大学院新領域創成科学研究科環境学専攻に進み、2002年に修士課程、2005年に博士課程を、それぞれ修了した。博士課程修了と同年に東北芸術工科大学芸術学部歴史遺産学科教授に就任した。
2010年に白神山地世界遺産地域科学委員会委員となる（この他、東北地方の野生動物保護管理関係の委員を務めている）。
近年は、極東ロシア、東アフリカ（ケニア）、アメリカなど、海外での狩猟文化研究も実施している。

## 受賞歴
出典はReseｒchmap（https://researchmap.jp/read0209334/）による。
- 1997年11月:日本民具学会研究奨励賞, 日本民具学会
- 2000年11月:駿台史学会選奨, 明治大学文学部
- 2002年3月：似田貝賞（優秀修士論文賞）, 東京大学大学院新領域創成科学研究科環境学専攻

## 著書
出典はReseｒchmap（https://researchmap.jp/read0209334/）による。

### 単著
- 越後三面山人記 マタギの自然観に習う, （農山漁村文化協会, 1992年2月）
- マタギ 森と狩人の記録, （慶友社, 1994年4月）
- マタギを追う旅 ブナ林の狩りと生活, （慶友社, 1999年7月）
- 越後三面山人記 マタギの自然観に習う, （農山漁村文化協会,人間選書, 2001年2月）
- 新編　越後三面山人記 ─マタギの自然観に習う─, （山と渓谷社,ヤマケイ文庫,2016年3月）
- クマ問題を考える：野生動物生息域拡大期のリテラシー,（山と渓谷社,ヤマケイ新書,2017年5月）

### 共著
- 山に生かされた日々：新潟県朝日村奥三面の生活誌（「山に生かされた日々」刊行委員会（編）：姫田忠義,宮川典子,小川久美子,小林久美,古沢広祐,田口洋美,古川弘典,　民族文化映像研究所・はる書房,　1984年12月）
- 日本人の生活と文化-その生活技術をたずねて-, （須藤護（編）,放送大学教育振興会,　1992年3月）
- 小山町史第9巻民俗編,  （永原慶二[監修],　小山町史編さん専門委員会 ：香月洋一郎,須藤護,田口洋美,中川重年,香月節子,　静岡縣駿東郡小山町,1993年11月）
- おんな猿まわしの記 （重岡フジ子語り 田口洋美聞き取り はる書房, 1994年4月）
- 家の履歴書,（文藝春秋（編）,文藝春秋社,1996年1月）
- フィールドワークを歩く 文化系研究者の知識と経験 （須藤健一（編） 嵯峨野書院 1996年6月）
- 立体復元技術と暮らしの日本史, （石井進[監修],　坂井秀弥（編）,新人物往来社,　1998年2月）
- 縄文式生活構造-土俗考古学からのアプローチ-, （安斎正人（編）,同成社,　1998年2月）
- ロシア狩猟文化誌,　（佐藤弘之（編）,慶友社,　1998年6月）
- 民俗学がわかる事典,   （新谷尚紀 （編）,日本実業出版,　1999年9月）
- 講座日本の民俗学　第10巻　民俗研究の課題,（香月洋一郎,赤田光男,野本寛一福田アジオ,小松和彦（共編）,雄山閣,2000年4月）
- 縄文社会論（下）,  （安斎正人（編）,同成社,2002年6月）
- いくつもの日本　第Ⅳ巻, （赤坂憲雄,中村生雄ほか（共編）,岩波書店,　2002年11月）
- 講座日本の民俗学　第9巻　民具と民俗,（香月洋一郎,赤田光男,野本寛一福田アジオ,小松和彦（共編）, 雄山閣,2002年11月）
- ロシア　森林大国の内実,　（柿澤宏昭,山根正伸（編）,日本林業調査会,,2003年1月）
- 小国マタギ　共生の民俗知,   （佐藤宏之（編）,農山漁村文化協会,,2004年3月）
- 現代民俗誌の地平2 権力, （赤坂憲雄（編）,朝倉書店, 2004年6月）
- 温帯森林猟漁民の居住と生業−ロシア極東の民族考古学−, （大貫静夫, 佐藤宏之編 六一書房, 2005年2月）
- 東アジアのなかの日本文化に関する総合的な研究　研究成果報告書1, （東北芸術工科大学東北文化研究センター, 2007年3月）
- 東アジアのなかの日本文化に関する総合的な研究　研究成果報告書3, （東北芸術工科大学東北文化研究センター, 2007年3月）
- Understanding Asian Bears to Secure Their Future : Compiled by Japan Bear Network.  (Japan Bear Network（編） Japan Bear Network,2006年10月）
- アジアのクマたち−その現状と未来,（日本クマネットワーク（編）,日本クマネットワーク,2007年3月）
- 人と動物の日本史,  （菅豊（編）,吉川弘文館,2009年3月）
- 少子高齢化時代における持続的資源利用型狩猟システムの開発に関する新領域研究　研究成果報告書,（東北芸術工科大学芸術学部歴史遺産学科田口研究室,2009年3月）
- 日本のクマ−ヒグマとツキノワグマの生物学,（坪田敏男,山崎晃司（編）,東京大学出版会,2011年2月）
- 「弘前藩庁御国日記」狩猟関係史料集,第一巻,（東北芸術工科大学東北文化研究センター,村上一馬（共編）,田口洋美[監修] ,2011年2月）
- 日本列島の35000年 -人と自然の環境史,第５巻,山と森の環境史,（湯本貴和（編）,文一総合出版,2011年3月）
- あるくみるきく双書　宮本常一とあるいた昭和の日本第12巻　関東甲信越②,（田村善次郎,宮本千晴監修,農山漁村文化協会,2011年4月）
- あるくみるきく双書　宮本常一とあるいた昭和の日本第13巻　関東甲信③,（田村善次郎,宮本千晴監修,農山漁村文化協会,2011年12月）
- 「弘前藩庁御国日記」狩猟関係史料集第二巻,（東北芸術工科大学東北文化研究センター、村上一馬（共編）,田口洋美[監修] ,2012年3月）
- 「弘前藩庁御国日記」狩猟関係史料集第三巻,（東北芸術工科大学東北文化研究センター、村上一馬（共編）,田口洋美[監修] ,2012年3月）
- 東北地方における環境・生業・技術に関する歴史動態的総合研究　研究成果報告書Ⅰ,  （東北芸術工科大学東北文化研究センター（編）,2012年3月）
- 東北地方における環境・生業・技術に関する歴史動態的総合研究　研究成果報告書Ⅱ, （東北芸術工科大学東北文化研究センター（編）,2012年3月）
- 新秋山記行, （白水智（編）,高志書院,2012年4月）
- あるくみるきく双書　宮本常一とあるいた昭和の日本,第22巻　ケモノ風土記,（田村善次郎,宮本千晴監修,農山漁村文化協会,2012年6月）
- 日本のコモンズ,(秋道智彌（編）,岩波書店,2014年3月）
- 「八戸藩庁日記」狩猟関係史料集, （東北芸術工科大学東北文化研究センター（編）,田口洋美[監修],2016年3月）
- 環境動態を視点とした地域社会と集落形成に関する総合的研究　研究成果報告書,（東北芸術工科大学東北文化研究センター（編）,　2017年3月）
- 写真集　空か見た東北,（東北芸術工科大学東北文化研究センター（編）[会員向け限定出版},企画,共編,2017年4月）
- 荒俣宏探偵団　ニッポン見聞録（東北編）,（荒俣宏,萩野愼海,峰守ひろかず（編）,学研プラス, 2017年9月）
- アイヌ文化と森：人々と森の関わり , （手塚薫,出利葉浩司（編）,風土デザイン研究,2018年3月）

## 論文
- Cinii